# Monte Rotondo
Le Monte Rotondo est un sommet s'élevant à 2 622 m d'altitude. Il est le point culminant du deuxième plus haut massif de Corse. Il se situe au centre de l'île aux confins des pièves de Talcini et Venaco dont il est le point culminant. Le sommet surplombe entre autres le lac de Bettaniella (en face sud), le lac de l'Oriente et le lac de Galiera (en face nord).

## Géographie

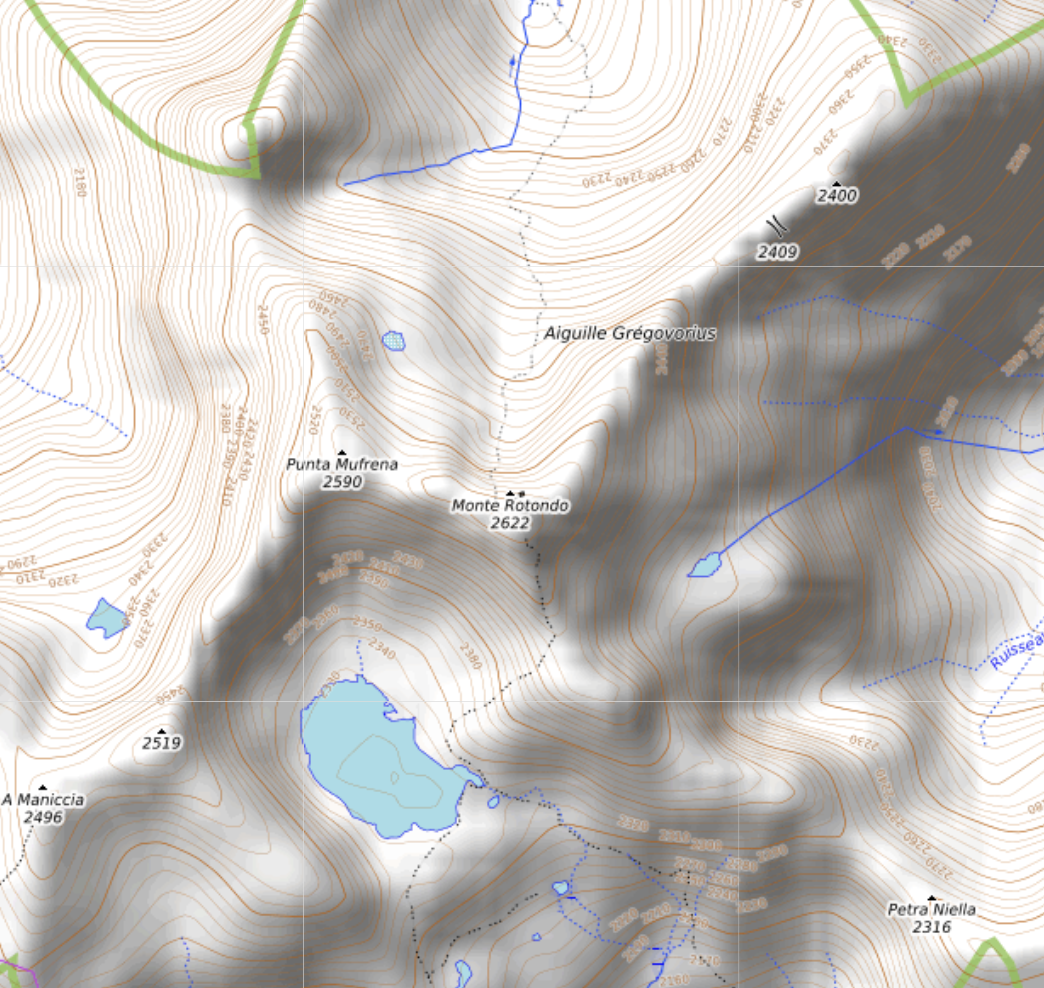
Carte topographique.

Le massif du Monte Rotondo est le deuxième plus élevé de l'île, après le massif du Monte Cinto, devant ceux du Monte Renoso et du Monte Incudine. Il a pour principaux sommets le Monte Rotondo, la Maniccia, le Monte Cardo, le Monte d'Oro, la Punta Artica et la Punta alle Porte.

« Le Monterotondo est assurément une des premières vues de l'Europe. Plus élevé que l'Apennin, il a de plus que le Mont Blanc, la mer et le soleil d'Italie. Cette vue domine toute la Corse, à l'exception de la charmante Balagne que voile le mont Cinto, et l'œil découvre les côtes de France et d'Italie, depuis Nice jusqu'à CivitaVecchia, les Alpes, les Apennins, ainsi que la Sardaigne, les îles de Capraïa, d'Elbe et de Montecristo. »

— Antoine Claude Valery in Voyages en Corse, à l'île d'Elbe et en Sardaigne, 1837 - p. 137.

## Histoire
« Au moment où la Corse vaincue à Pontenuovo allait être soumise, le Monterotondo devint l'asile de femmes, de vieillards, d'enfans, débris des familles patriotes de l’île  ; parmi cette troupe fugitive en proie à tant de souffrances, se trouvait la mère de Napoléon qui le portait dans ses flancs et était presque à terme. Cette superbe montagne est comme la première patrie de Napoléon, et elle semble digne d'avoir enfanté un tel colosse de gloire. »

— Antoine Claude Valery in Voyages en Corse, à l'île d'Elbe et en Sardaigne, 1837 - p. 139-140.

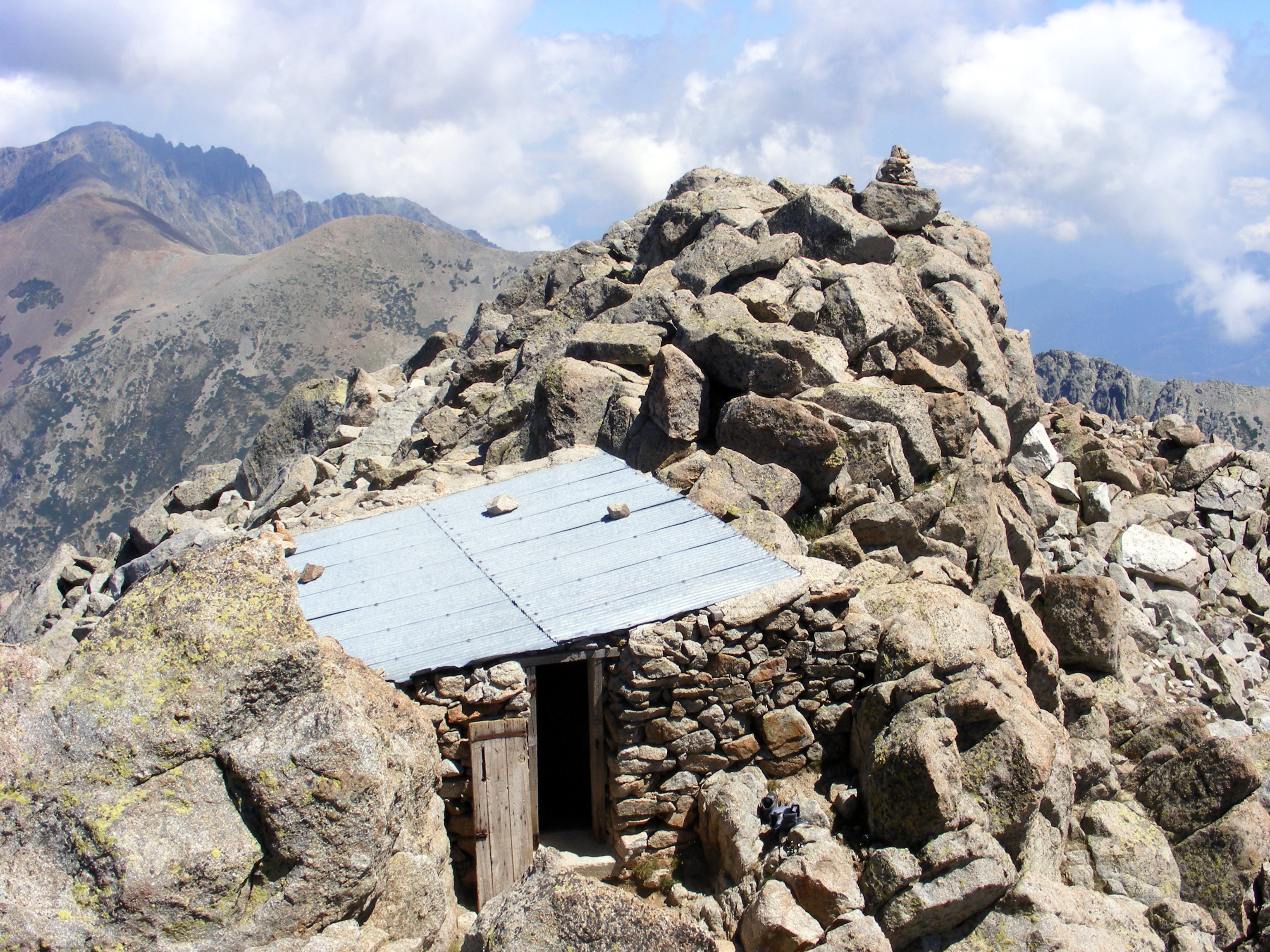
L'abri Helbronner ayant servi à la mission au sommet du Monte Rotondo.

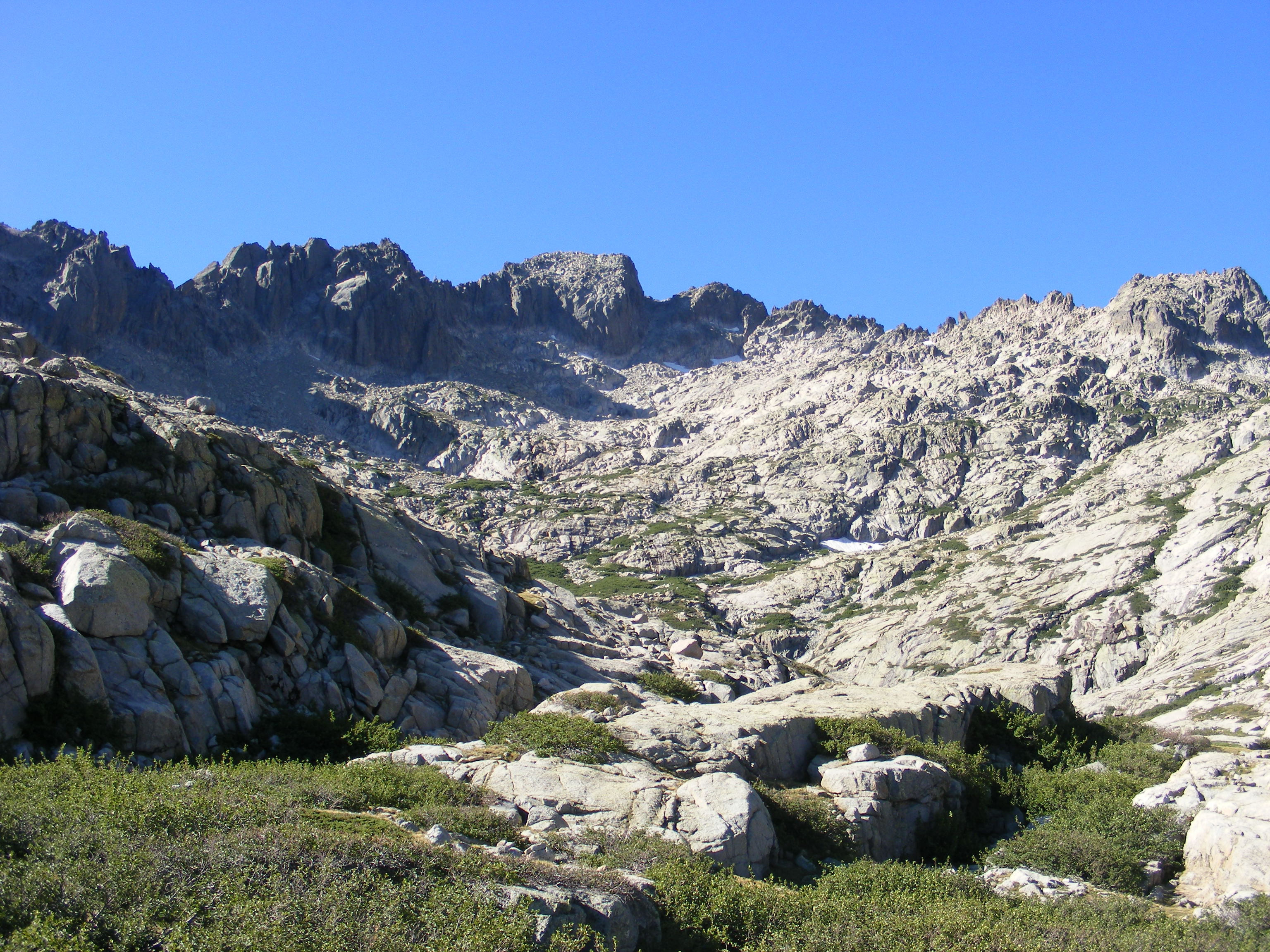
Vue du Monte Rotondo depuis le lac de l'Oriente.

Il a longtemps été considéré comme le point culminant de l'île et on lui attribuait alors une altitude de 2 746 mètres d'altitude. Il n’a été détrôné sur les tablettes par le Monte Cinto que depuis un siècle environ. En 1802, André François Miot, conseiller d'État nommé en Corse par Bonaparte a été le premier à faire l'ascension « touristique » du sommet. Avec deux autres sommets corses, le Monte Cinto et le Monte Stello, le Monte Rotondo a servi à la jonction géodésique entre la Corse et la France continentale réalisée par Paul Helbronner en 1925. La mise en place d'installations telles que l'abri ont permis au sommet d'être occupé durant 14 jours.

« Le Monterotondo est horriblement pénible, périlleux à visiter. Si jamais le Monterotondo est adjugé à des préposés portant médaille, il sera sans doute mieux entretenu et moins fatigant à gravir. Aujourd'hui, séjour des bergers pendant les trois mois de l'été, et refuge de bandits, il est un de ces lieux que l'on peut être fier d'avoir parcourus, mais où certes on ne retourne point. »

— Antoine Claude Valery in Voyages en Corse, à l'île d'Elbe et en Sardaigne, 1837 - p. 139.

## Lacs
Dans le massif du Rotondo on trouve plusieurs lacs, dont les plus étendus sont :
- Lac de Bettaniella (2 321 m)
- Lac de Nino (1 750 m)
- Lac de Melo (1 710 m)
- Lac de Capitello (1 930 m)
- Lac de Goria (1 852 m)
- Lac de Creno (1 310 m)
- Lac de l'Oriente (2 060 m)

## Sommets principaux
Voici quelques sommets culminant à plus de 2 000 m d'altitude dans le massif :

Panorama estival depuis le sommet du Monte Rotondo. Au premier plan, de gauche à droite : les lacs de l'Oriente, de Bettaniella et de Galiera. Au second plan, les principaux sommets du massifs : Monte Cardo, Monte d'Oro, Punta alle Porte et Punta Artica. Au loin, de gauche à droite : le Cap Corse, le Monte San Petrone, la plaine d'Aléria, le Monte Renoso, les golfes d'Ajaccio et de Sagone et le massif du Monte Cinto.

- Maniccia (2 496 m)
- Monte Cardo (2 453 m)
- Punta Artica (2 327 m)
- Punta alle Porte (2 313 m)
- Lombarduccio (2 261 m).